# کبوتر تیره
کبوتر تیره (نام علمی: Cryptophaps poecilorrhoa)، یک گونه از پرندگان خانوادهٔ کبوتران و تنها گونه از سردهٔ Cryptophaps است. این گونه بومی جزیره سولاوسی اندونزی در والاسیا است. زیستگاه طبیعی آن جنگل‌های کوهستانی نمناک نیمه‌گرمسیری یا گرمسیری است.